# Maxvorstadt
Maxvorstadt, Stadtbezirk 3 Maxvorstadt – 3. okręg administracyjny Monachium, w Niemczech, w kraju związkowym Bawaria, położony w centralnej części miasta. W 2013 roku okręg zamieszkiwało 51 642 mieszkańców.